# 佐奈部神社
佐奈部神社（さなべじんじゃ）は大阪府茨木市稲葉町に鎮座する神社。

## 祭神
- 春日大神
- 応神天皇

## 歴史
摂津国島下郡水尾郷の水尾・堂・小路・内瀬・真砂の5ケ村の氏神。
中世の水害や兵乱で由緒を知る手掛かりを失う。
初代茨木市長・高島好隆は佐奈部とは稲・麦を打ち落とす農具・佐奈を制作する部民のことで、佐奈部神社のサナは鐸、近隣の佐和良義神社の迦具土神、葦分神社のアシは砂鉄、溝咋神社のタタラと、金山彦をまつる主原神社（茨木神社に合祀）、勝尾寺川水系上流にある北山の銅山、福井新屋神社のカナクソ、粟生の銀山、勝尾寺、箕面の修験道場などを組み合わせて一つの古代鍛冶集団を想定している。
もと堂の弥勒堂傍の素盞鳴尊神社と水尾の個人が祀っていた猿田彦社を合祀。

## 境内
- 素盞鳴尊神社　素盞鳴尊
- 猿田彦神社　猿田彦大神
- 金毘羅神社　大物主命
- 稲荷神社　倉稲魂尊
- 天満宮　菅原道真

- 佐奈部農業資料館　毎月1日・15日　午後2時 ― 5時開館

## 交通アクセス
阪急京都本線茨木市駅より、南へ約10分